# リトルロスト川

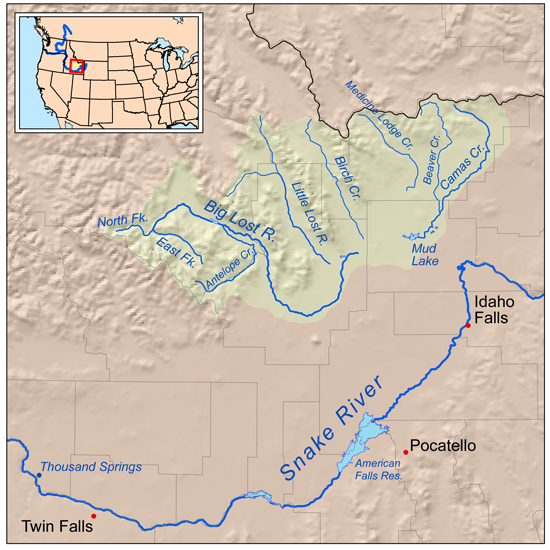
リトルロスト川および周辺河川

リトルロスト川 (リトルロストがわ、Little Lost River) はアメリカ合衆国のアイダホ州を流れる川。長さ約79km。西のロストリバー山脈と東のレムヒ山脈の間の乾燥した農業地帯であるリトルロストリバーバレーを流れる。川は他の水域に注ぐことなくスネークリバー平原の端で消失する。このことが川の名称の由来にもなっている。リトルロスト川の水はスネーク川帯水層を経て最終的にスネーク川に加わっている。
リトルロスト川の始まりはリトルロストリバーバレー中央部のサミットクリーク (Summit Creek) とソーミルクリーク (Sawmill Creek) の合流点であり、そこからウェットクリーク (Wet Creek) などの支流をあわせながらおおむね南から南東に流れる。川の水は灌漑に利用されているが、周辺にある集落はハウのみであり、ハウの少し先で川は消滅している。